# Manuel Carrera Stampa
Manuel Carrera Stampa (Ciudad de México, 21 de octubre de 1917 - ibídem, 12 de junio de 1978) fue un abogado, historiador, investigador y académico mexicano. Durante sus primeros años se especializó en la historia del arte, y después, en la historia económica y laboral. Por sus trabajos de investigación se interesó también en la archivística y en la biblioteconomía.

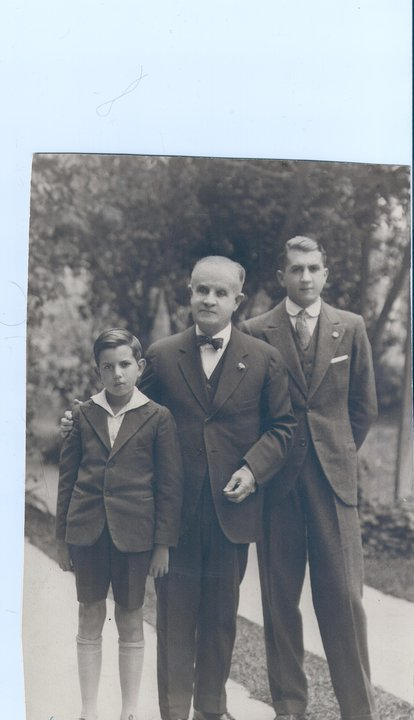
Manuel Carrera Stampa (joven de manos cruzada a espalda)

## Semblanza biográfica
Obtuvo el título de abogado en la Universidad Nacional Autónoma de México (UNAM), pero no lo ejerció.  Interesado en la historia estudió en la Facultad de Filosofía y Letras de la Universidad Nacional Autónoma de México (UNAM), en la Escuela Nacional de Antropología e Historia (ENAH) y en El Colegio de México obteniendo una maestría y un doctorado en Ciencias Históricas, una maestría en Ciencias Pedagógicas y realizó, además, estudios para la maestría de Geografía. Fue becado por el Departamento de Estado de los Estados Unidos para hacer estudios sobre archivos en Washington D. C. y Baltimore, investigaciones que continuó en Cuba, España, Francia e Inglaterra.

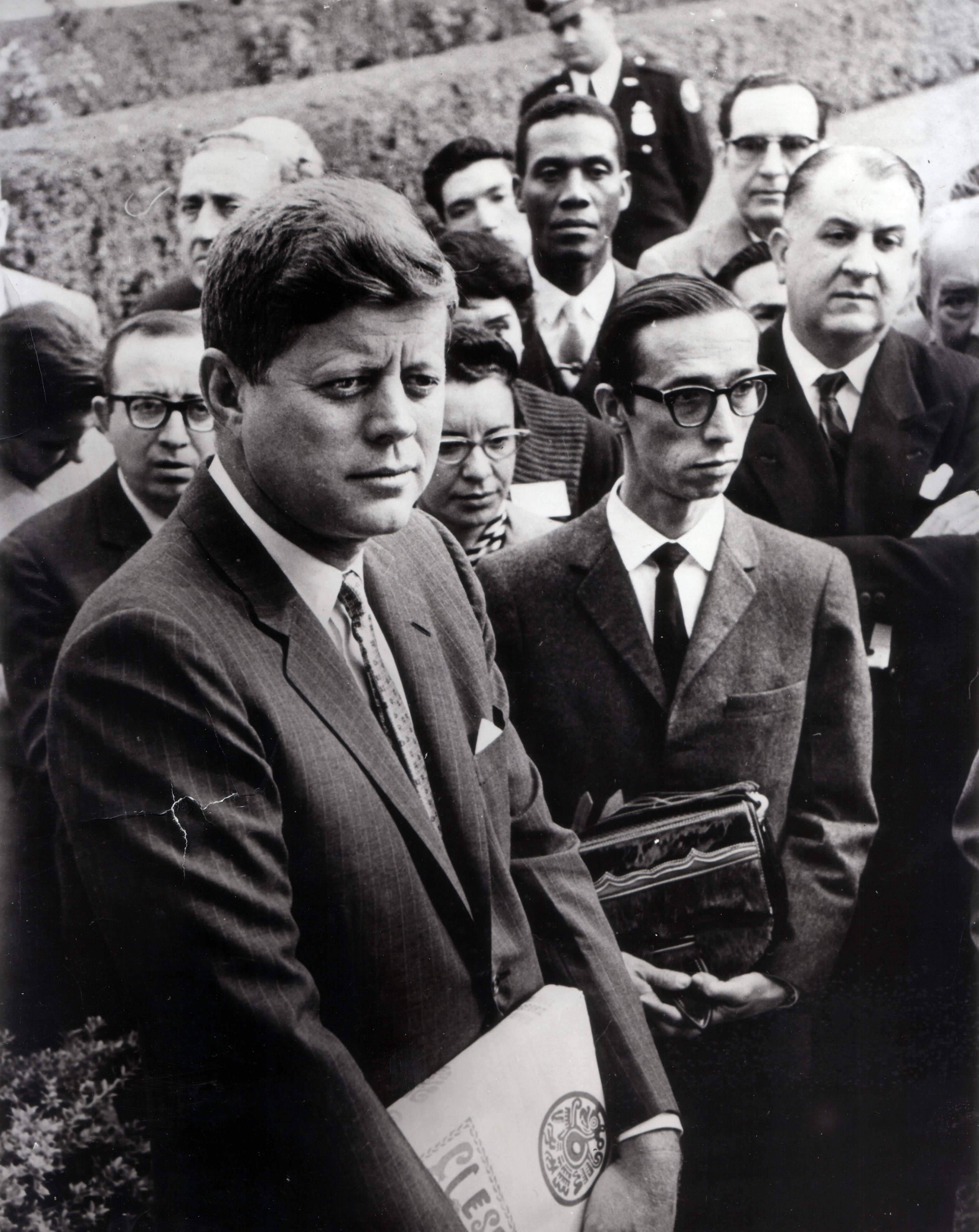
El Presidente de los Estados Unidos de Norteamérica, abogado John F. Kennedy, rodeado de los Delegados a la Primera Reunion Sobre Archivos en la audiencia que les concedió en la Casa Blanca. Sostiene entre sus manos el libro El escudo Nacional del Dr Manuel Carrera Stampa quien aparece en la imagen a la derecha cruzado de brazos

En el campo de la historia económica y laboral investigó a los gremios de Nueva España, especialmente al gremio de plateros, los impuestos, los obrajes indígenas, las instituciones de crédito, el sistema monetario colonial, la industria minera, la industria de la transformación y la nao de China. 
Realizó varios estudios de la Ciudad de México los cuales podrían haberle valido la distinción como cronista de la capital. En 1956, fue nombrado miembro de número de la Academia Mexicana de la Historia, tomó posesión del sillón N° 21, el 29 de junio de 1959, pronunciado el discurso "Significado del escudo nacional", el cual, fue contestado por José López Portillo y Weber. A la edad de 60 años, murió en la Ciudad de México el 12 de junio de 1978.

## Obras publicadas
- Zacatecas, en 1948.
- El plano de la Ciudad de México en 1715, hecho por Nicolás de Fer, en 1948.
- Misiones mexicanas en archivos europeos, en 1949.
- Planos de la Ciudad de México: desde 1521 hasta nuestros días, en 1949.
- Archivalia mexicana, en 1952.
- Los gremios mexicanos: la organización gremial en Nueva España, 1521-1861, en 1954.
- Guía artística de la Ciudad de México y sus delegaciones, en 1955.
- Nuño de Guzmán, en 1955.
- El escudo nacional, en 1960.
- Códices, mapas y lienzos acerca de la cultura náhuatl, en 1965.
- La Ciudad de México a principios del siglo XIX, en 1967.
- El sistema de pesos y medidas colonial, en 1967.
- Relaciones geográficas de Nueva España: siglos XVI y XVII, en 1968.
- Historiadores indígenas y mestizos novohispanos, siglos XVI-XVII, en 1971.

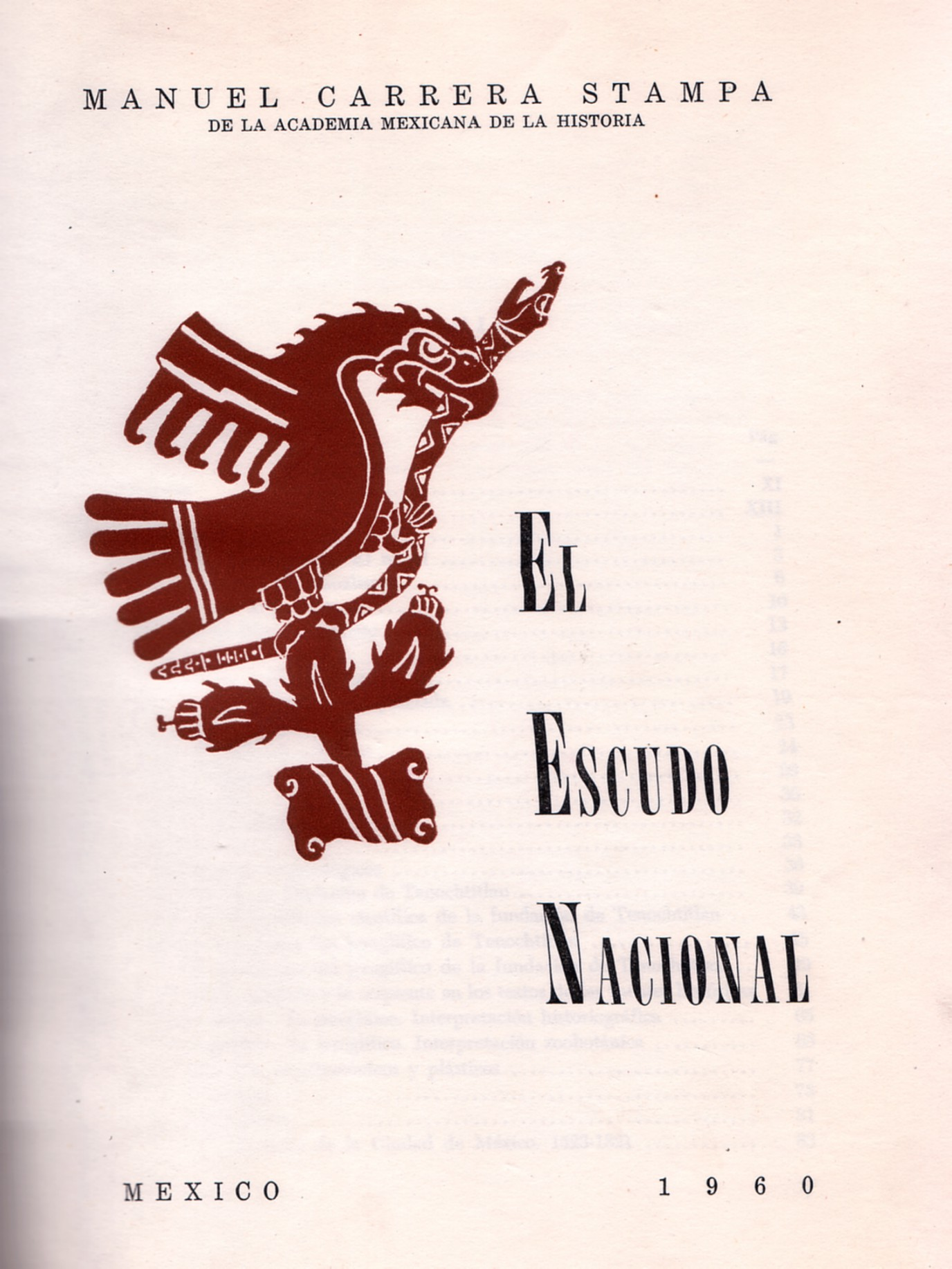
Portada del libro El Escudo Nacional (fondo blanco)